# 이성 숭배

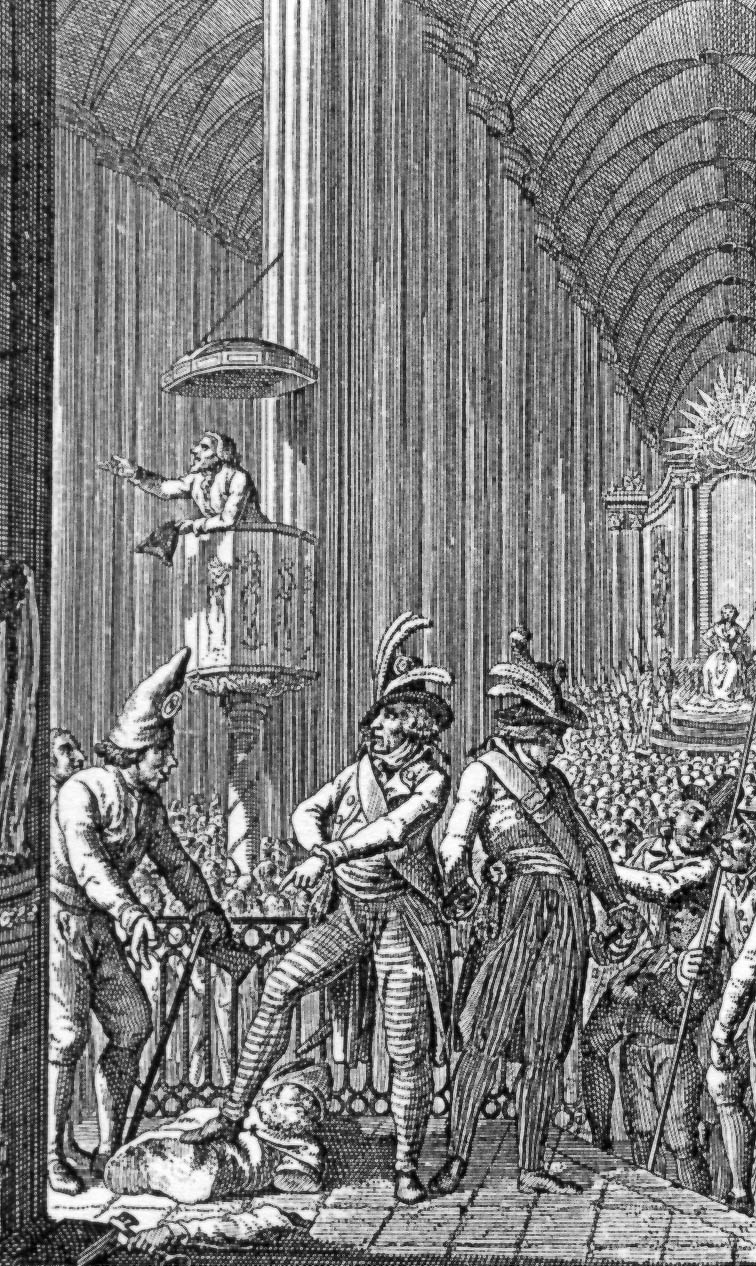
스트라스부르그의 성당이 이성의 신전으로 대체됨(1794년)

이성 숭배(Cult of Reason)는 프랑스 혁명기 당시 몽타뉴파가 지원한 이신론의 종교이다.
프랑스 혁명 기간에 몽타뉴파 세력이 기존의 로마 가톨릭을 대체하고, 로고스를 통한 국민 통합을 이루기 위한 의도로 만들어냈다. 1년 후에 막시밀리앵 드 로베스피에르에 의해 추진된 최고 존재의 제전으로 발전되었다.
두 가지 모두 1802년에 나폴레옹 보나파르트에 의해 금지되었다.

## 같이 보기
- 인류교
- 최고 존재의 제전